# Wietnam na Letnich Igrzyskach Olimpijskich 2004
Wietnam na Letnich Igrzyskach Olimpijskich 2004 reprezentowało jedenaścioro zawodników: sześciu mężczyzn i pięć kobiet. Był to szósty występ reprezentacji Wietnamu na letnich igrzyskach olimpijskich.

## Skład kadry

### Kajakarstwo
Kobiety
- Đòàn Thị Cách - K-1 na dystansie 500 m - odpadła w repasażanch

### Lekkoatletyka
Mężczyźni
- Lê Văn Dương Lê - 800 m - odpadł w eliminacjach (64. czas)

Kobiety
- Nhung Bùi Thị - skok wzwyż - 33. miejsce

### Pływanie
Mężczyźni
- Nguyễn Hữu Việt - 100 m stylem klasycznym - 52. miejsce

### Podnoszenie ciężarów
Kobiety
- Nguyễn Thị Thiết - waga do 63 kg - 6. miejsce

### Strzelectwo
Mężczyźni
- Nguyễn Mạnh Tường - pistolet pneumatyczny - 41. miejsce

### Taekwondo
Mężczyźni
- Nguyễn Quốc Huân - waga do 58 kg - 5. miejsce
- Nguyễn Văn Hùng - waga powyżej 80 kg - 9. miejsce

### Tenis stołowy
Mężczyźni
- Đoàn Kiến Quốc - gra pojedyncza - 49. miejsce

### Wioślarstwo
Kobiety
- Hiền Phạm Thị, Nguyễn Thị Thị - dwójka podwójna wagi lekkiej - 18. miejsce